# LSWR T9 class
LSWR T9 class  — тип пассажирского паровоза с осевой формулой 2-2-0, разработанного для экспресс-поездов Лондонской и Юго-Западной железной дороги Дугалдом Драммондом в 1899 году. Всего было построено 66 паровозов, которые проработали до 1950-х—60-х годов, сохранился один в собственности Национального железнодорожного музея, который находится в пользовании Суонажской исторической железной дороги. Прозвище «гончие» эти паровозы получили за высокую скорость — 85 миль в час (136,79424 км/ч) и надёжность.

## История
Конструкция паровоза возникла из-за неудачи паровоза LSWR C8 class 1898 года того же Драммонда, который усвоил уроки, извлечённые из C8, придав паровозу больший котёл. Доверие к Драммонду было столь велико, что партия в 50 паровозов была заказана прямо от чертёжной доски. Большая топка и стефенсоновское парораспределение гарантировали достаточную паропроизводительность.
Постройкой паровозов занимались собственный завод LSWR у Девяти Вязов в Лондоне, который построил 20 единиц, и Dübs & Co. в Глазго — 30 единиц в 1899—1900 годах. Эти паровозы были снабжены трёхосными тендерами. Вторая партия в 15 единиц была построена на собственном заводе у Девяти Вязов, а последний паровоз — у Dübs and Company к выставке 1901 года в Глазго. Во втором заказе паровозы имели более широкие кабины и другие брызговики, прикрывающие ход спарника полностью, а в топках — поперечные водяные трубки, с помощью которых попытались увеличить кипятильную поверхность котла, путь и ценой его усложнения. Паровозы этого заказа были изначально снабжены более вместительным четырёхосным тендером Драммонда (тип «watercart») для большего пробега. Этот же тендер был прицеплен и к паровозам первой партии.
| Год  | Заказ | Завод                | Количество | Номера LSWR       | Примечания                    |
| ---- | ----- | -------------------- | ---------- | ----------------- | ----------------------------- |
| 1899 | G9    | Nine Elms            | 10         | 113-122           |                               |
| 1899 | K9    | Nine Elms            | 5          | 280-284           |                               |
| 1899 | —     | Dübs & Co. 3746-3775 | 30         | 702-719, 721—732  |                               |
| 1900 | O9    | Nine Elms            | 5          | 285-289           |                               |
| 1900 | T9    | Nine Elms            | 5          | 300-304           |                               |
| 1901 | X9    | Nine Elms            | 5          | 305, 307, 310—312 |                               |
| 1901 | G10   | Nine Elms            | 5          | 313, 314, 336—338 |                               |
| 1901 | —     | Dübs & Co. 4038      | 1          | 773               | перенумерован в 733 в 1924 г. |

## Модификации Ури
По смерти Драммонда в 1912 году его преемник Роберт Ури разработал для этого типа пароперегреватель, которым с 1922 года были снабжены все паровозы. Блестящие эксплуатационные характеристики исключили необходимость дальнейших модификаций, кроме удаления поперечных водяных трубок, увеличения дымовых коробок, замены дымовой трубы и увеличения диаметра цилиндров до 19 дюймов (483 мм) к 1929 году.

## Окраска и нумерация

### LSWR и Southern Railways

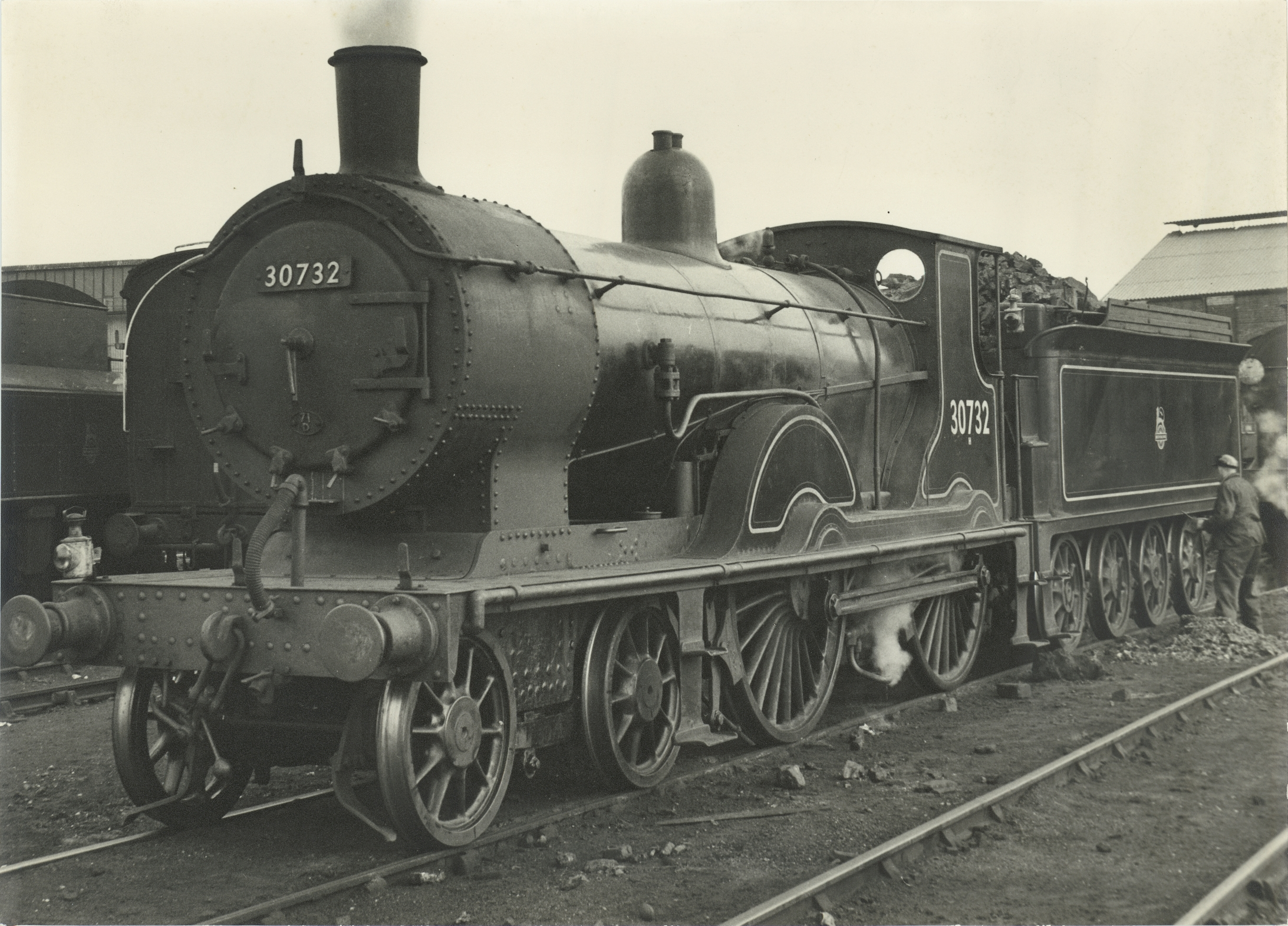
LSWR Type T9 как BR № 30732

На LSWR паровозы были окрашены в драммондовскую шалфеево-зелёную пассажирскую ливрею с коричневыми и фиолетовыми кантами и чёрно-белыми полосами. На Southern Railway после укрупнения британских железнодорожных компаний в 1923 году паровозы перекрасили в версию Ричарда Маунсела — более тёмный вариант шалфеевой ливреи LSWR с жёлтой надписью на тендере, окаймлённой черными и белыми полосами.
Эта же ливрея осталась на них и во время экспериментов Буллида с малахитово-зелёной, только надпись стала солнечно-жёлтого цвета. Во время Второй мировой войны паровозы выходили из ремонта в военной чёрной окраске.
Нумерация паровозов этого класса на LSWR была весьма беспорядочной: партия с Девяти Вязов получила № 113—122 и 280—289, партия из Глазго — № 702—719, 721—732. Последний паровоз — № 773. На Southern Railway паровозы сохранили эти номера, за исключением одного.

### После национализации в 1948 году
Сначала паровозы работали в ливрее Southern Railway с надписью «British Railways» на тендере с прибавлением буквы S к номеру. Затем они были перекрашены в чёрную схему смешанного (товарно-пассажирского) движения BR с красными и белыми полосами, с эмблемой BR на тендере.
Перенумерация в стандарт BR простым добавлением 30 впереди привела к тому, что паровозы LSWR T9 получили № 30113-30122; 30280-30289; 30300-30305;30307;30310-30314; 30336-30338; 30702-30719 и 30721-30733. К концу 1948 года 13 паровозов было списано, что привело к дополнительным пропускам в нумерации.

## Работа

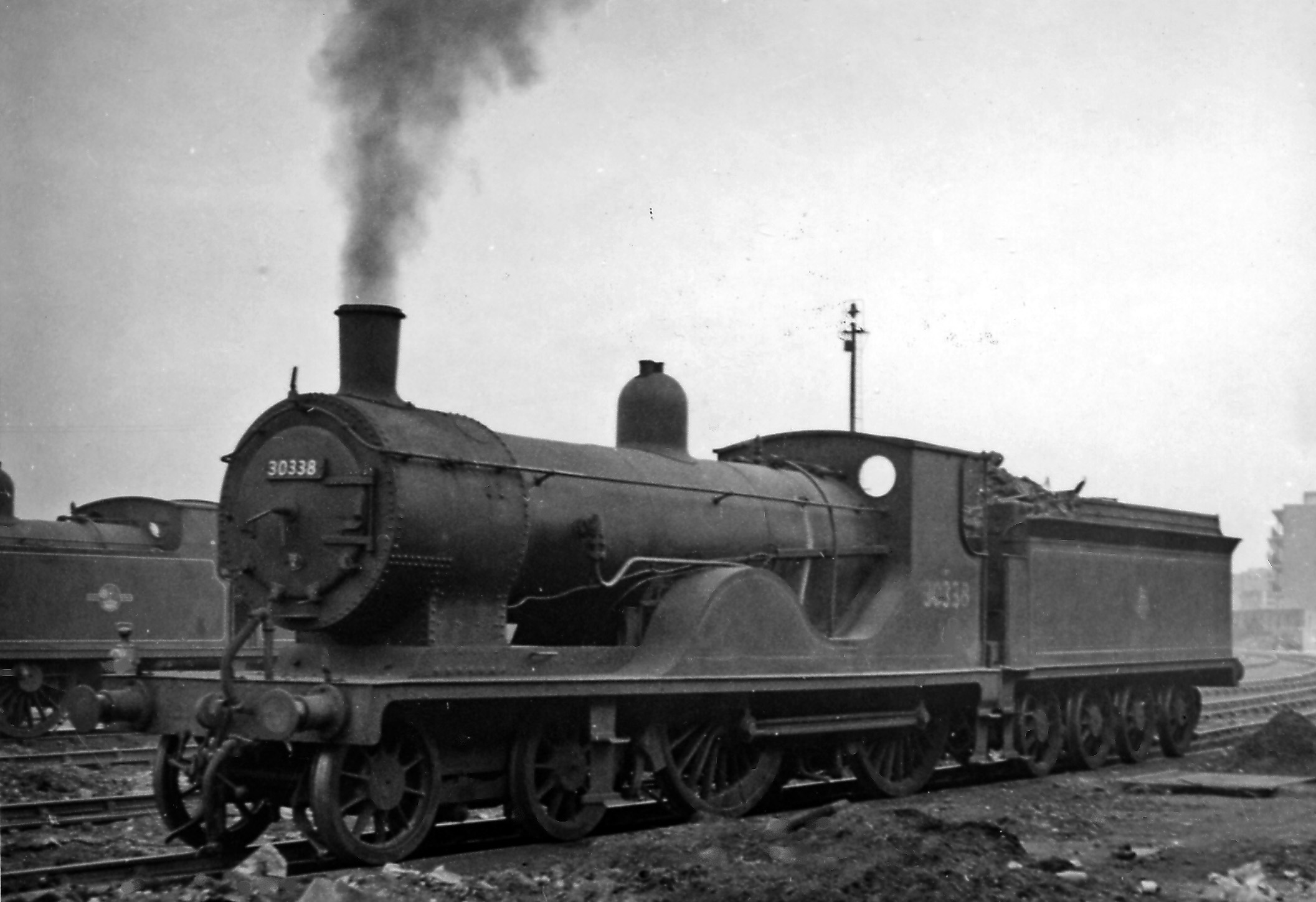
№ 30338 — паровоз второй серии с более широкими брызговиками. Депо у Девяти Вязов, 1958 г.

Паровозы T9 Class полюбились локомотивным бригадам сразу, и скоро получили прозвище «гончие» за высокую скорость с экспрессами (даже в конце долгой карьеры они достигали 80 миль/ч). Особенно хорошо эти паровозы зарекомендовали себя западнее Солсбери, где небольшие осевые нагрузки и короткие рамы обеспечивали хорошее вписывание в более крутые кривые западного участка дороги.
Паровоз № LSWR/SR 119 (BR 30119) во времена Southern Railway и в первые годы British Railways работал с королевским поездом и был поэтому окрашен в малахитово-зелёную ливрею.
Все паровозы прослужили всё время существования Southern Railway (1923—1947). В 1947 году 13 паровозов в порядке эксперимента перевели на нефтяное отопление, но в 1948 году эксперимент был свёрнут и эти паровозы списаны. На 1959 год в BR числились 20 паровозов этого типа, которые использовали с лёгкими поездами на западном участке. К 1963 году в рамках модернизации BR все они были списаны.
| Год  | На начало года | Списано | Номера                                                               | Примечания |
| ---- | -------------- | ------- | -------------------------------------------------------------------- | ---------- |
| 1951 | 66             | 20      | 30113-16/18/21-22, 30280-81/86, 30303/05/14, 30704/13-14/16/22-23/31 |            |
| 1952 | 46             | 8       | 30119, 30302/07/11-12, 30703/25/33                                   |            |
| 1953 | 38             | 1       | 30336                                                                |            |
| 1954 | 37             | 1       | 30282                                                                |            |
| 1956 | 36             | 1       | 30728                                                                |            |
| 1957 | 35             | 4       | 30283, 30304, 30708/30                                               |            |
| 1958 | 31             | 7       | 30284-85, 30337, 30705/12/21/27                                      |            |
| 1959 | 24             | 10      | 30289, 30301/10, 30702/06/10-11/24/26/32                             |            |
| 1960 | 14             | 1       | 30288                                                                |            |
| 1961 | 13             | 12      | 30117, 30287, 30300/13/38, 30707/09/15/17-19/29                      |            |
| 1963 | 1              | 1       | 30120                                                                | сохранён   |

## Происшествия
В 1928 году паровоз № 337 сошёл с рельсов у Портсмута, остановив движение на всех путях ветки.

## Сохранение

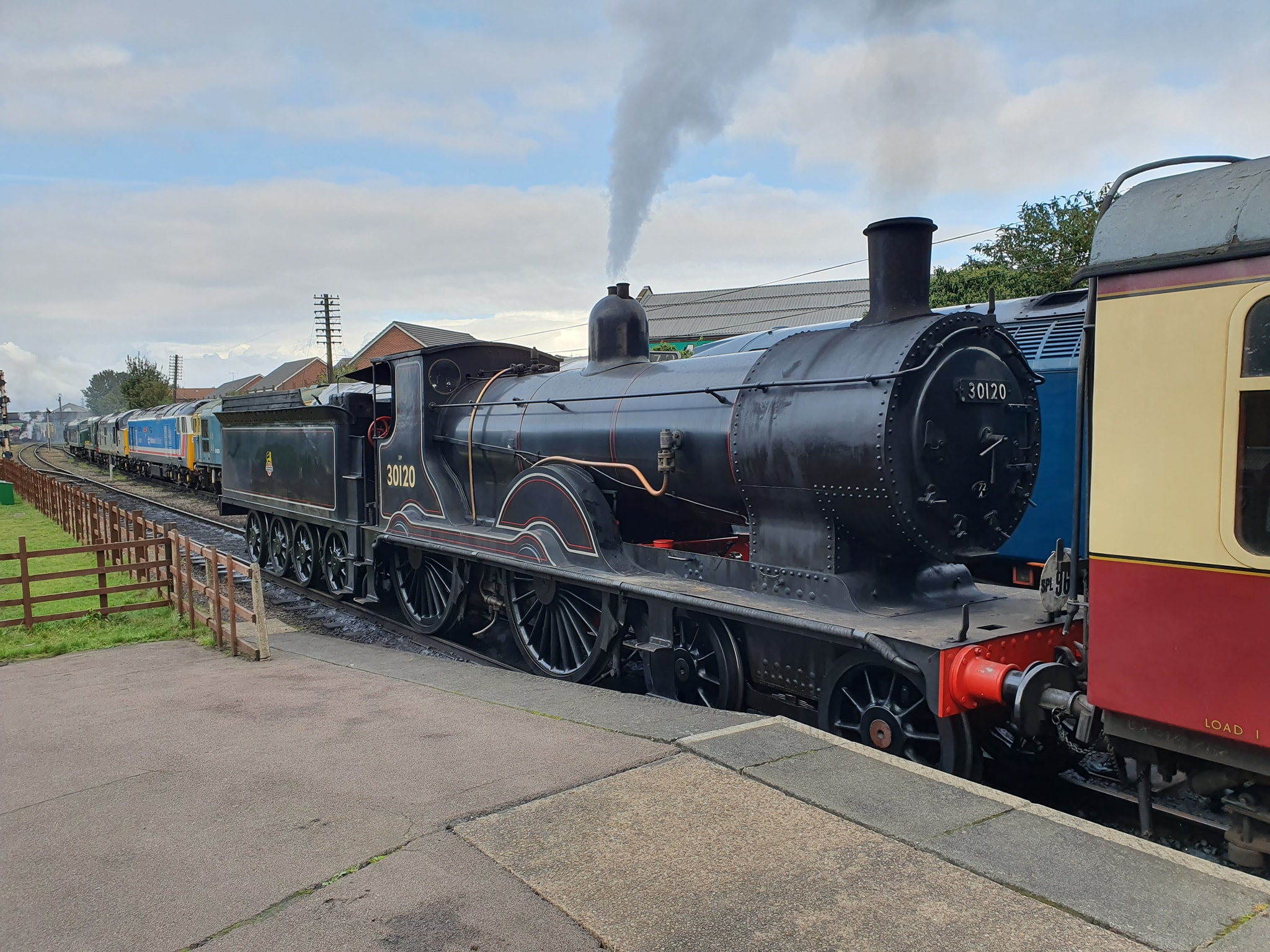
№ 30120 на Большой Центральной исторической железной дороге в 2019 году

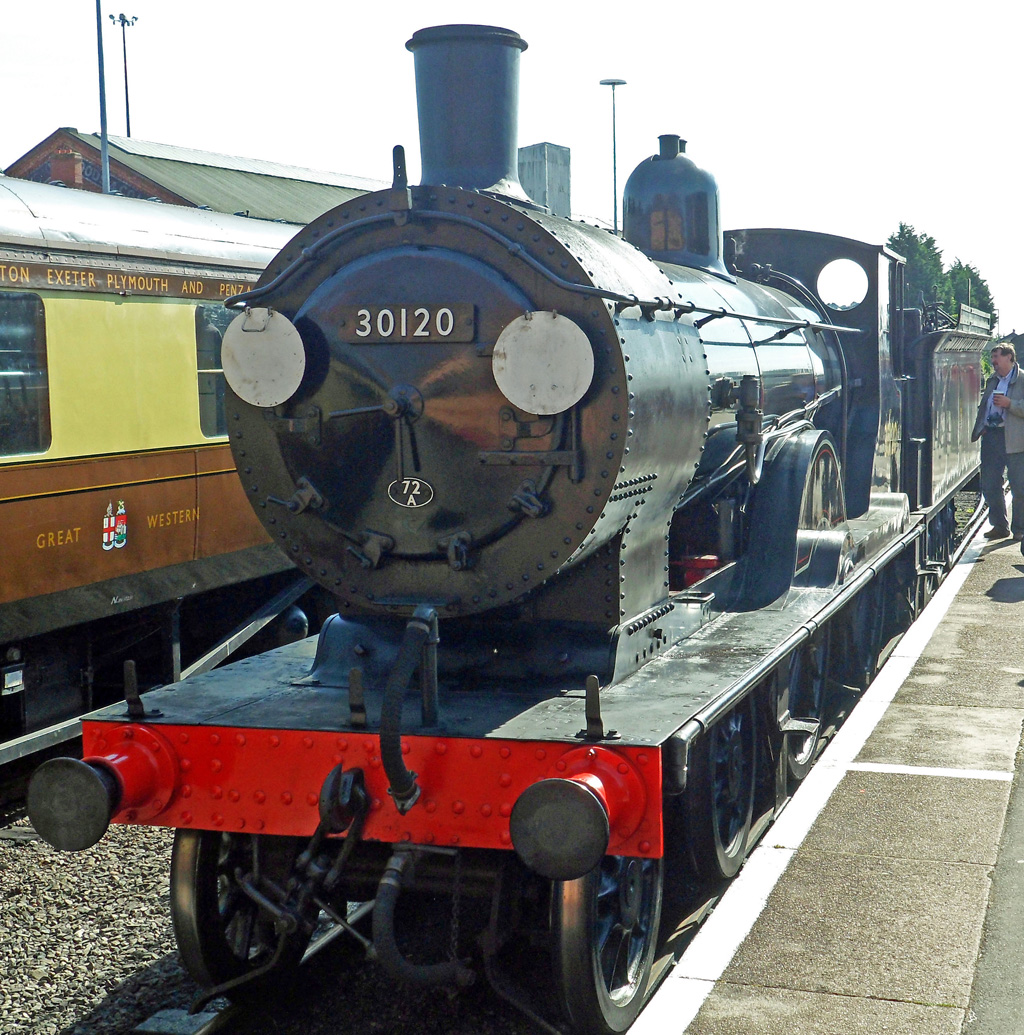
№ 30120 в чёрной ливрее BR работает на железной дороге долины Северна в 2012 году

Паровоз LSWR/SR 120 (BR 30120) был сохранён Национальным железнодорожным музеем. После списания из депо Эксмут-узловая (Эксетер) в 1961 году он оставался в запасе. В марте 1962 года он вышел с Истлейского завода после крупного ремонта в зелёной ливрее LSWR для работы как с обычными, так и со специальными поездами. В июле 1963 года он был окончательно исключён из инвентаря, но дорабатывал со спецпоездами до октября того же года.
Паровоз подолгу хранился во Фреттоне, Стратфорде, Престон-парке, Тисли и Йорке, в начале 1980-х годов был отремонтирован на Mid Hants Railway и запущен в работу в 1983 году. Из-за того, что он плохо брал крутые уклоны на этой дороге, его перевели на Суонажскую историческую железную дорогу в 1991 году. Сертификат котла истёк в 1993 году, после чего паровоз отправился в статическую экспозицию Bluebell Railway до 1 февраля 2008 года, когда был отправлен на Bodmin and Wenford Railway, где был капитально отремонтирован, включая блок цилиндров, в августе 2010 года возвращён в работоспособное состояние, покрашен в раннюю British Railways чёрную схему и раьботал с пассажирскими поездами на этой дороге. С июня по декабрь 2015 года паровоз был в найме на Суонажской дороге, а в феврале 2016-го — на Mid Hants Railway, после чего вернулся в Бодмин.
В декабре 2016 года паровоз отправился в аренду в Лестершир на Бэтлфилдскую линию Уэнфордской дороги в пару к другому паровозу для пассажирской службы. В июле 2017 года блок цилиндров снова потребовал ремонта на Суонажской дороге, где паровоз и остаётся. Очередной сертификат котла закончился в сентябре 2020 года, в настоящее время паровоз находится в статической экспозиции и ожидает котельной инспекции для возвращения к работе.